# Prostephanus truncatus
Espèce
Prostephanus truncatus, communément appelé le grand capucin du maïs, est une espèce d'insectes coléoptères de la famille des Bostrichidae, originaire d'Amérique centrale et du Mexique.
Ce coléoptère, qui mesure au stade adulte environ 4 mm de long, est un ravageur du maïs en grains ou en épis, des cossettes de manioc séchées et d'autres denrées stockées. Il est particulièrement virulent dans divers pays d'Afrique subsaharienne, du fait de l'absence d'ennemis naturels.
Un autre coléoptère, Teretrius (Neotepetrius) nigrescens (Histeridae), originaire d'Amérique centrale, est un prédateur du grand capucin du maïs et a été utilisé dans des programmes de lutte biologique en Afrique

## Description
L'adulte (imago) mesure de 3 à 4,5 mm de long, au corps brun noirâtre à noir, de forme cylindrique aux extrémités carrées, qui paraît criblé de trous et porte de nombreux tubercules semblables à des verrues.
La tête est largement masquée par le pronotum. Elle porte des antennes composées de 10 segments, dont sept forment le pied et les trois derniers, différents, l'extrémité
Les larves, de type scarabéiforme (arquées en forme de C), sont blanchâtres et charnues, et sont munies de courtes pattes. Le corps est couverts de poils clairsemés.
Les œufs, de couleur blanc jaunâtre, ont une forme ovoïde-oblongue.

## Biologie

### Cycle biologique
Dans des conditions optimum, c'est-à-dire avec une température de 32 °C et un taux d'humidité de 80%, le cycle biologique de Prostephanus truncatus se déroule en 27 jours environ.
Les femelles vivent plus longtemps que les mâles, 61 jours en moyenne contre 45 jours respectivement.

## Synonymes
- Dinoderus truncatus Horn, 1878
- Stephanopachys truncatus (Horn, 1878)[2]

## Distribution
L'aire de répartition de Prostephanus truncatus s'étend dans les régions tropicales et subtropicales d'Amérique et d'Afrique.
Cette espèce d'origine mésoaméricaine a été introduite accidentellement en Afrique orientale à la fin des années 1970. Elle s'est depuis lors largement répandue en Afrique orientale et australe (du Kenya à l'Afrique du Sud) ainsi qu'en Afrique occidentale (de la Guinée au Nigeria).